# Герцог де Жевр
Герцог де Трем и де Жевр (фр. duc de Tresmes et de Gesvres) — французский дворянский титул, принадлежавший представителям дома Потье.

## История
Бург Трем с одноимённым замком, расположенный в Шампани на границе с Бри, в трёх льё к северу от Мо и двух — от Ла-Ферте-Милона, жалованной грамотой, данной Генрихом IV в январе 1608 в Париже и зарегистрированной Парламентом 21 мая, был возведён в ранг графства для Луи Потье, который получил сеньорию Трем в качестве приданого за своей женой Изабо Байе, дочерью президента Парламента.
Жалованной грамотой, данной в ноябре 1648 года в Париже и зарегистрированной Парламентом 15 декабря 1663 года и Счётной палатой 15 марта 1673 года, в силу дополнительной королевской грамоты от 11 декабря 1663 года, графство Трем было возведено в ранг герцогства-пэрства для Рене Потье.
Ещё одной грамотой, данной Людовиком XIV в июле 1670, герцогство было переименовано в Жевр для Леона Потье. Это название Леон использовал в 1669 году в качестве куртуазного титула, когда отец передал ему герцогство. Сеньория Жевр в графстве Мэн принадлежала семейству Кюэйет и перешла в дом Потье в 1523 году по браку Франсуазы де Кюэйет, дамы де Жевр, с Жаком Потье, сеньором де Блан-Менилем, отцом Луи Потье. В январе 1597 она была возведена в ранг баронии, в январе 1626 — в ранг маркизата.
Род герцогов де Трем и Жевр пресёкся в 1794 году со смертью Луи-Жоашена-Пари Потье де Жевра, гильотинированного во время якобинского террора.

## Герцоги де Трем и де Жевр
- 1648—1669 — Рене Потье (ок. 1579 — 1670)
- 1669—1703 — Леон Потье (1620—1704)
- 1703—1722 — Франсуа-Бернар Потье де Жевр (1655—1739)
- 1722—1757 — Франсуа-Жоашен-Бернар Потье де Жевр (1692—1757)
- 1757—1774 — Луи-Леон Потье де Жевр (1695—1774)
- 1774—1794 — Луи-Жоашен-Пари Потье де Жевр (1733—1794)